# Foton Motor

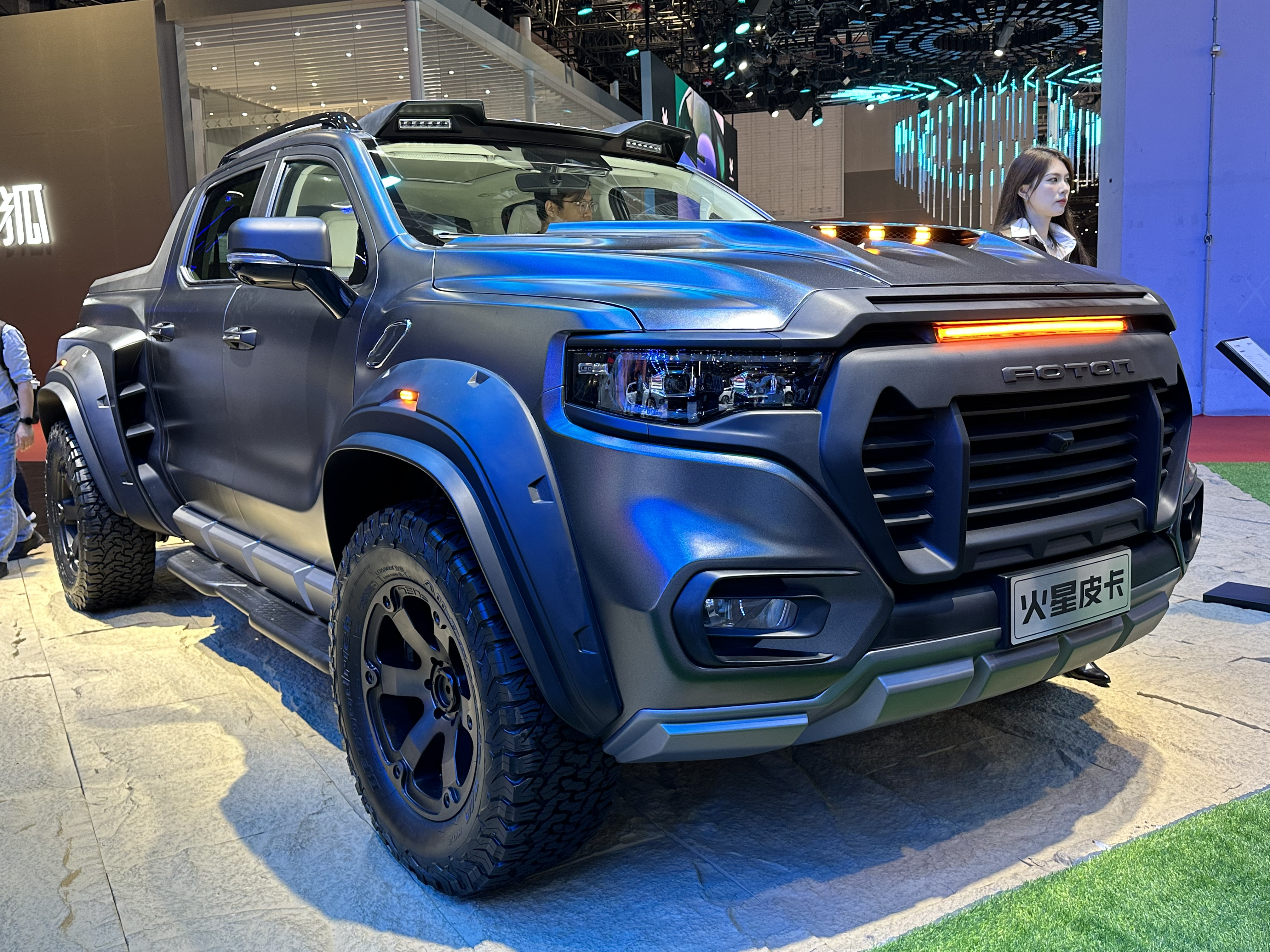
Foton Mars 9

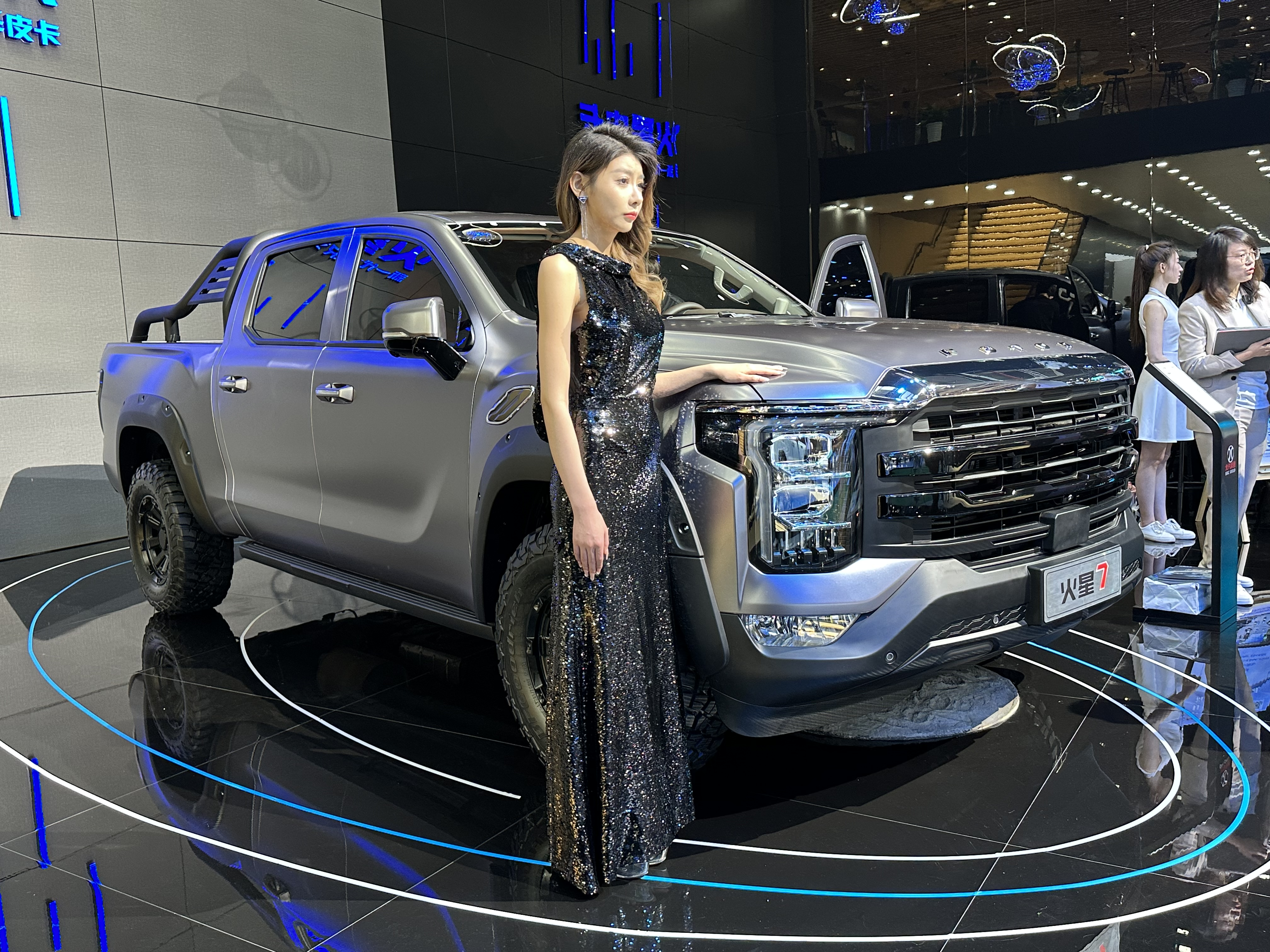
Foton Mars 7

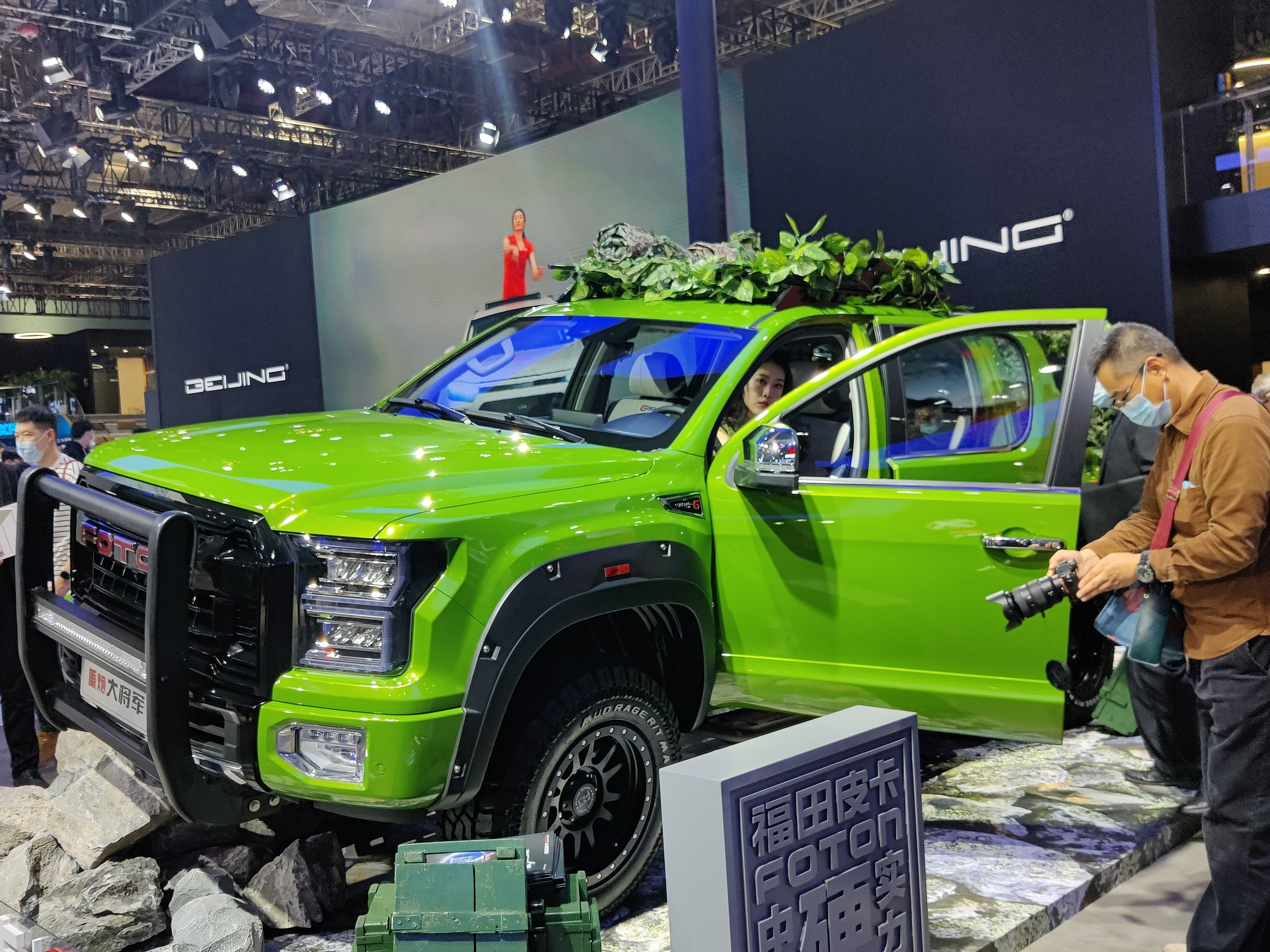
Foton Grand General

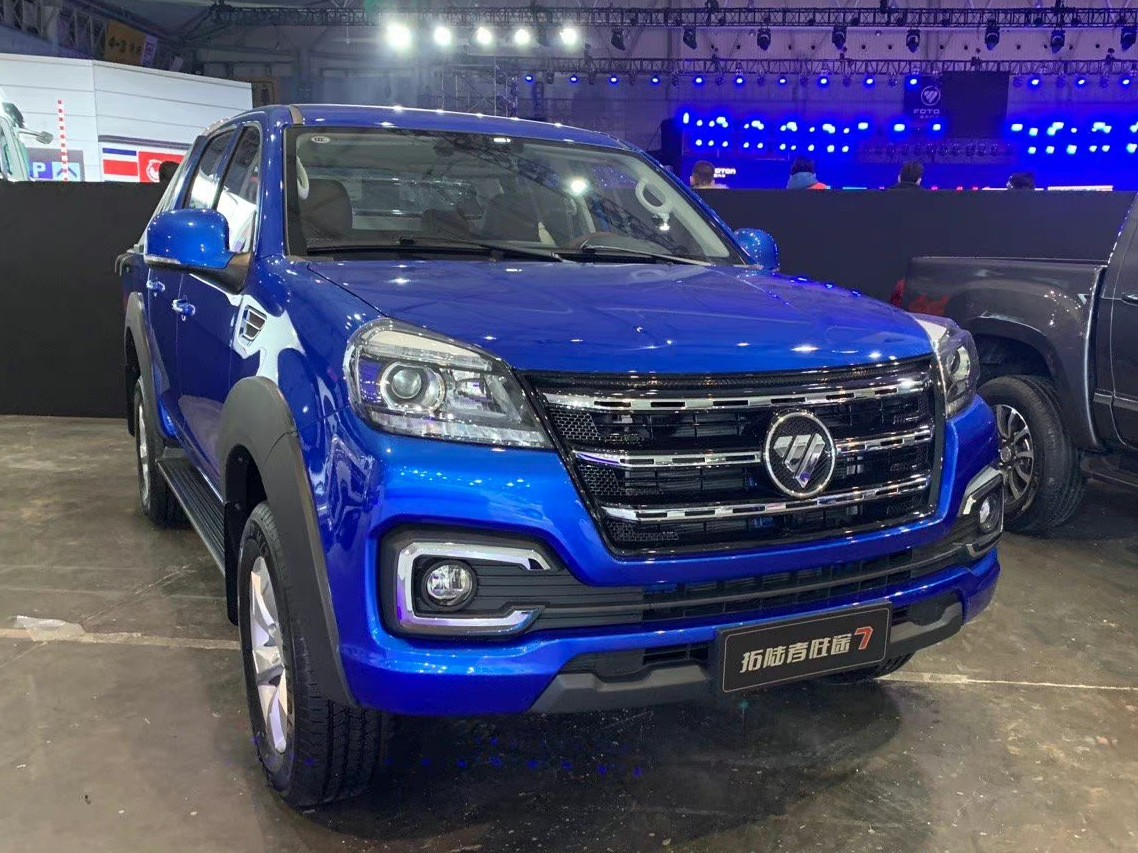
Foton Shengtu 7

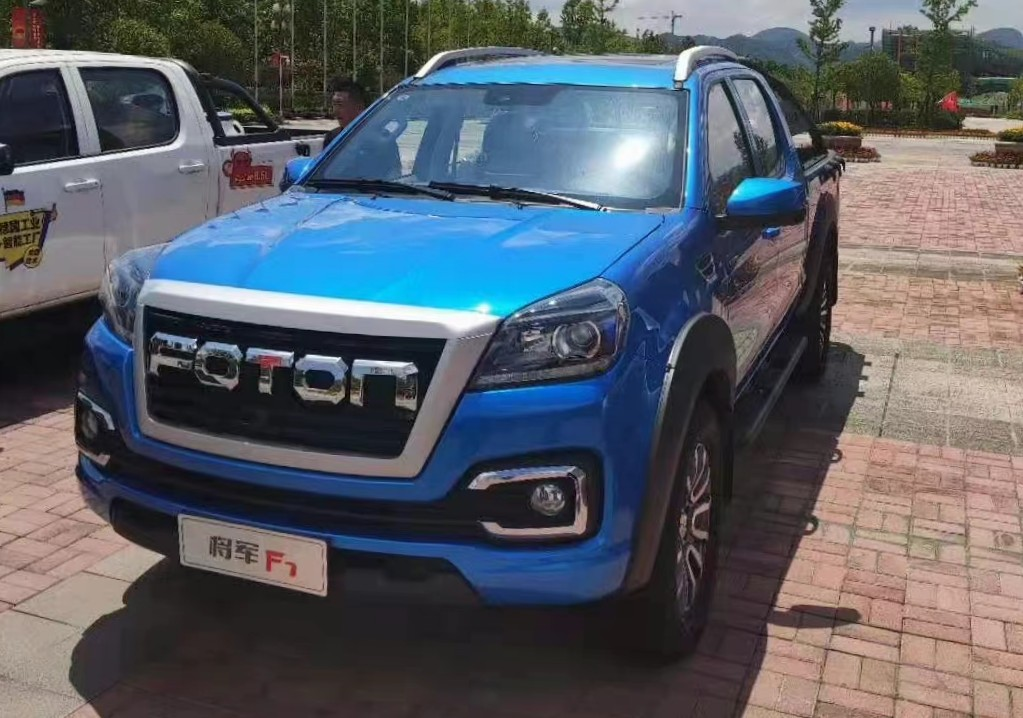
Foton General F1

Beiqi Foton Motor (Foton, chiń. upr.: 北汽福田汽车股份有限公司) – chińskie przedsiębiorstwo motoryzacyjne zajmujące się produkcją samochodów ciężarowych, autobusów, vanów i SUV-ów. Przedsiębiorstwo założone zostało w 1996 roku, a jego siedziba znajduje się w Pekinie.

## Historia
Założona 28 sierpnia 1996 roku firma Foton produkuje lekkie i ciężkie ciężarówki, traktory rolnicze i różne inne maszyny. Foton International Trade Co., Ltd, Pekin, jest spółką zależną Foton Motor Group zajmującą się sprzedażą międzynarodową.
Oprócz cięższych ciężarówek Foton buduje także samochód inspirowany Toyota HiAce H100, zwany „Foton View” lub „Foton Alpha”.
W sierpniu 2002 roku firma rozpoczęła produkcję ciężarówki Foton Auman.
W marcu 2006 Foton i Cummins Inc. ogłosiły utworzenie spółki joint venture 50:50, Beijing Foton Cummins Engine Company (BFCEC), w celu produkcji lekkich silników wysokoprężnych o pojemności skokowej 2,8 i 3,8 litra.
W październiku 2009 Foton zgodził się utworzyć spółkę joint venture w celu opracowania i produkcji akumulatorów samochodowych z Pulead Technology Industry Co.
W lipcu 2010 Foton ogłosił utworzenie europejskiej centrali w Moskwie w Rosji.
Foton założył spółkę handlową w Indiach w kwietniu 2011 roku.
W lutym 2012 r. firmy Beiqi Foton Motors Co., Ltd. i Daimler AG utworzyły spółkę joint venture 50-50, Beijing Foton Daimler Automotive Co., Ltd., inwestując 6,35 miliarda RMB. The joint venture would take over Foton’s existing Auman medium- and heavy-duty truck business, including production sites, sales and service network.

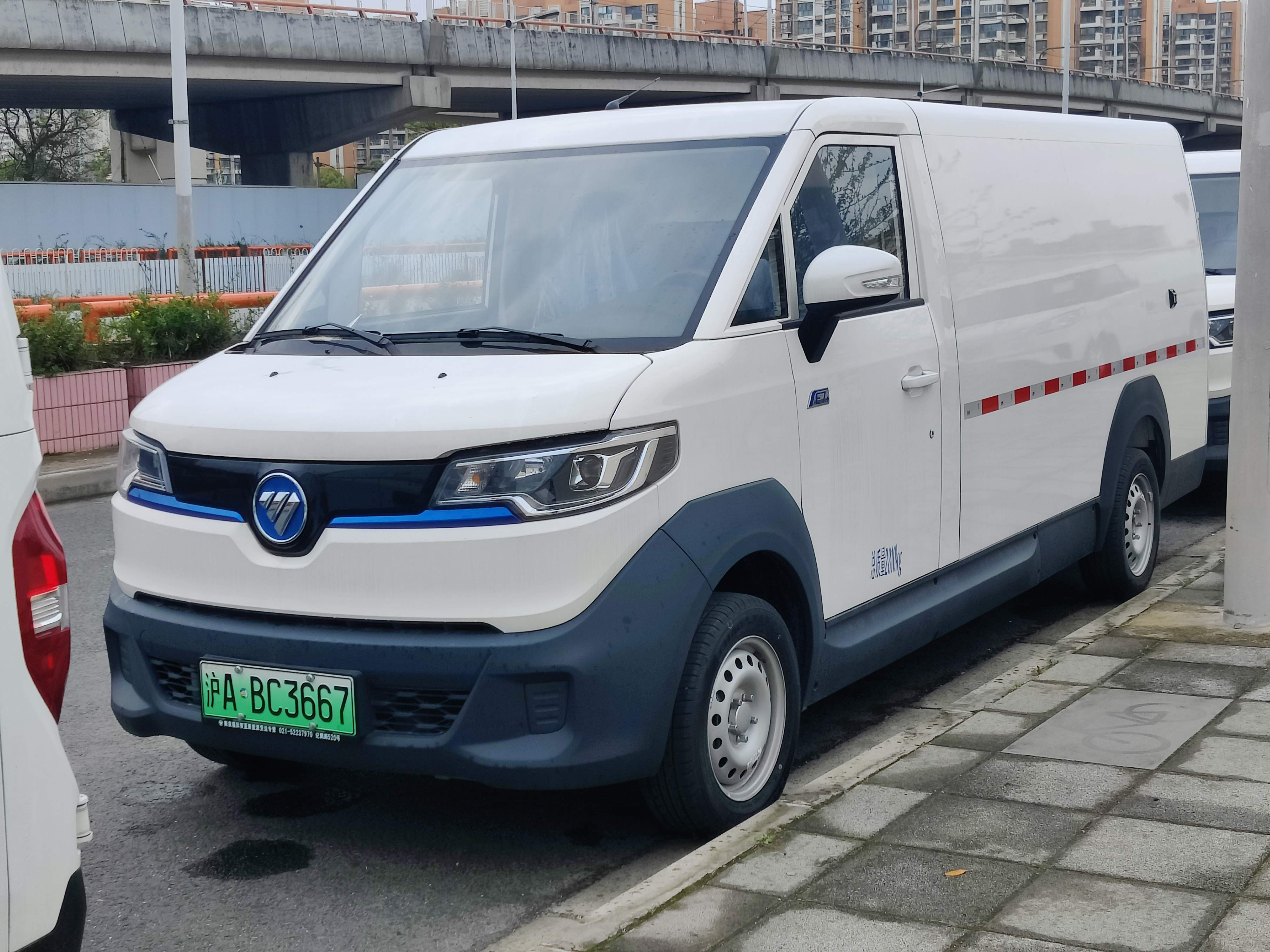
Foton Smart Smurf E7+

Foton zbuduje zakład montażowy w Kolumbia, aby uczestniczyć w rosnącym Ameryka Łacińska rynku lekkich pojazdów użytkowych. Firma planuje także budowę fabryki w zachodnich Maharasztra Indiach.
Foton ogłosił utworzenie fabryki autobusów w Brazylii w stanie Bahia as part of their globalization plan. Foton zorganizował konferencję prasową w 2015 roku, na której zaprezentował Sauvanę, ogłaszając jednocześnie wiadomości dotyczące wprowadzenia marki do Stanów Zjednoczonych.
We wrześniu 2017 r. Foton i Piaggio zgodziły się utworzyć spółkę joint venture w celu opracowania i produkcji lekkich pojazdów użytkowych. Oparty na podwoziu Foton, nowy pojazd był sprzedawany przez oddział Piaggio Commercial Vehicle w Europie i na wszystkich rynkach na całym świecie, ale nie w Chinach. Pojazd miał być następcą Piaggio Porter, a rozpoczęcie produkcji zaplanowano na połowę 2019 roku w Pontedera (Włochy), a wszystkie komponenty zostały wyprodukowane przez Foton w Chinach.
W sierpniu 2018 r. firma Foton Motor ogłosiła, że do przyszłego roku utworzy fabrykę w Bangladesz, w której będą montowane pojazdy użytkowe w ramach spółki joint venture z ACI Motors
W dniu 25 kwietnia 2019 r. Foton i CP ogłosili utworzenie fabryki samochodów ciężarowych w Tajlandii pod nazwą CP FOTON SALES CO., LTD. Teraz mają elektryczne ciężarówki o nazwach Auman EST, AUMARK i AUV.